# Priritbatis
Priritbatis (Batis pririt) är en fågel i familjen flikögon inom ordningen tättingar.

## Utbredning och systematik
Priritbatis delas in i två underarter:
- Batis pririt affinis – förekommer från torra kustnära sydvästra Angola till norra Namibia och västra Botswana
- Batis pririt pririt – förekommer i centrala Botswana och centrala Sydafrika (österut till Fristatsprovinsen och västra Östra Kapprovinsen

## Status
Arten har ett stort utbredningsområde och beståndet anses stabilt. Internationella naturvårdsunionen IUCN listar den därför som livskraftig (LC).

## Namn
Pririt är ljudhärmande efter dess läte.